# José Joaquín Troconis Montiel
José Joaquín Troconis Montiel (ur. 8 maja 1939 w Maracaibo) – wenezuelski duchowny rzymskokatolicki, w latach 1978-1986 biskup pomocniczy Valencia en Venezuela.

## Życiorys
Święcenia kapłańskie przyjął 17 listopada 1963. 18 listopada 1977 został mianowany biskupem pomocniczym Valencia en Venezuela ze stolicą tytularną Castellum Minus. Sakrę biskupią otrzymał 20 stycznia 1978. W 1986 zrezygnował z pełnionego urzędu, jak i z biskupstwa tytularnego.